# Всюдихід
Всюдихід — наземний транспортний засіб високої прохідності для пересування в умовах бездоріжжя. 

## Типи всюдиходів
Всюди ходи розрізняють:
- За типом приводу
  - колісні
  - гусеничні
  - на повітряній подушці
  - шнеко-роторні
- За типом двигуна
  - дизельні
  - бензинові
- За подоланням водних перешкод 
  - сухопутні
  - амфібії
- За типом використання
  - пасажирські
  - вантажопасажирські
  - тягачі
- За типом рами
  - на єдиній рамі
  - шарнірні
  - зчленовані

## Дивись також
- Позашляховик
- Болотосув
- Мотовсюдихід